# Укир (Бурятія)
Укир (рос. Укыр) — село Єравнинського району, Бурятії Росії. Входить до складу Сільського поселення Сосново-Озерське.
Населення — 90 осіб (2015 рік).